# Ronny Wähner

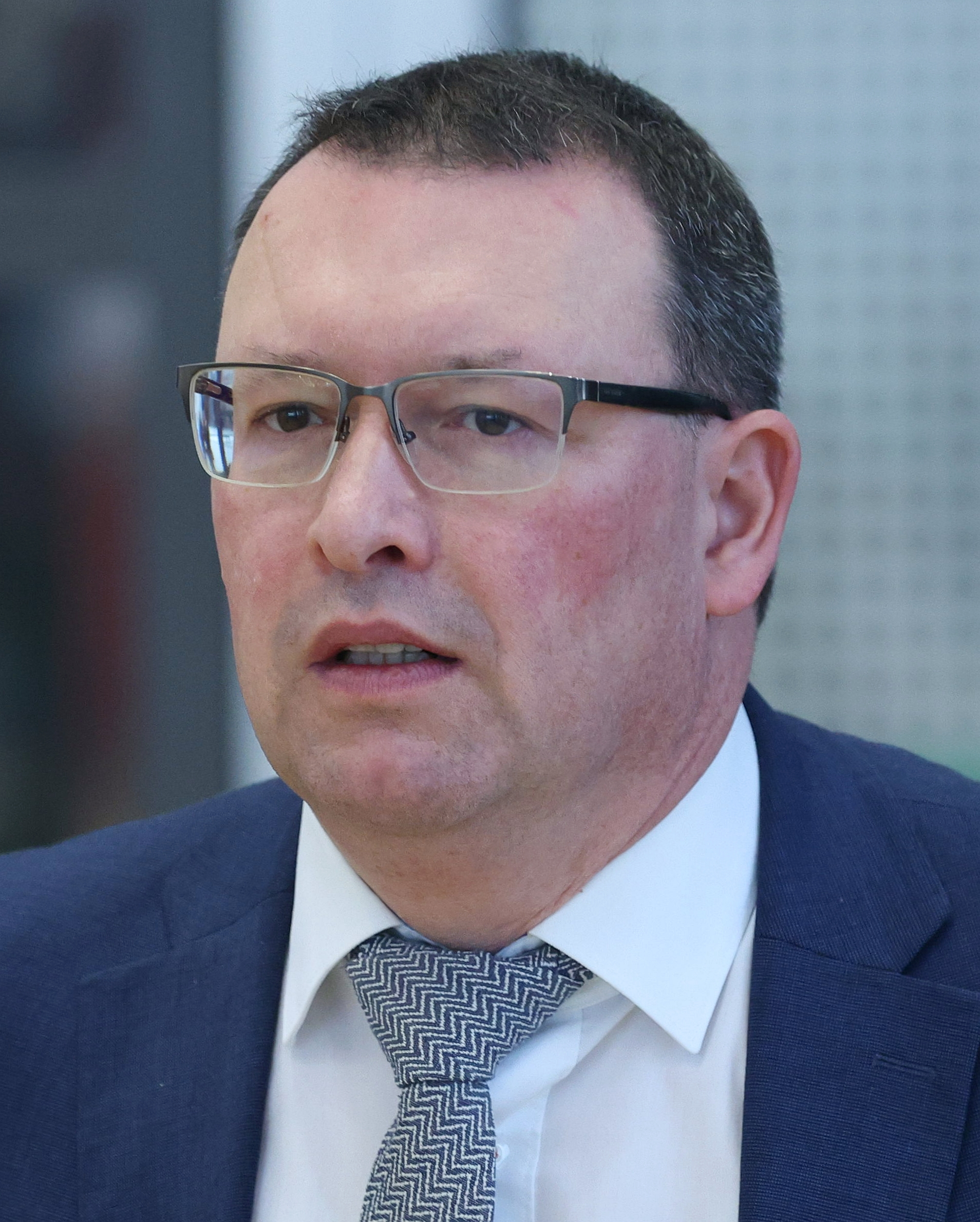
Ronny Wähner (2024)

Ronny Wähner (* 30. Juni 1975 in Annaberg-Buchholz) ist ein deutscher Politiker (CDU) und Abgeordneter im Sächsischen Landtag.

## Biografie
Ronny Wähner legte 1994 sein Abitur am St.-Annen-Gymnasium in Annaberg-Buchholz ab und leistete im Anschluss daran seinen Grundwehrdienst. Von 1995 bis 1998 studierte er an der Fachhochschule für Verwaltung in Meißen, die er als Diplom-Finanzwirt (FH) verließ. Ab 1998 war er als Betriebsprüfer in der sächsischen Finanzverwaltung tätig. Von 2008 bis 2011 studierte er berufsbegleitend an der Verwaltungs- und Wirtschaftsakademie in Chemnitz mit Abschluss als Diplom-Verwaltungs- und Betriebswirt (VWA).
Wähner ist evangelisch, verheiratet und hat drei Kinder.

## Politik
Wähner gehört der CDU seit 2001 an.
Bereits bei den Kommunalwahlen in Sachsen 1999 war er Mitglied im Gemeinderat von Königswalde geworden. Bei den Kommunalwahlen in Sachsen 2004 wurde er zudem in den Kreistag des Altlandkreises Annaberg gewählt und bei den Kommunalwahlen in Sachsen 2008 dann in den neu benannten Kreistag des Erzgebirgskreises. Seit 2013 ist Wähner ehrenamtlicher Bürgermeister von Königswalde.
Bei der Landtagswahl in Sachsen 2014 wurde er im Wahlkreis Erzgebirge 4 mit 46,9 % der Erststimmen direkt in den Landtag gewählt. Dort wurde Wähner Mitglied im Ausschuss für Umwelt und Landwirtschaft sowie im Petitionsausschuss.
Bei der Landtagswahl in Sachsen 2019 wurde er im Wahlkreis Erzgebirge 4 mit 35,6 Prozent der Direktstimmen wiederum zum Wahlkreisabgeordneten gewählt. Er ist nunmehr tätig als Mitglied im Haushalts- und Finanzausschuss, im Ausschuss für Regionalentwicklung und im Ausschuss für Energie, Klimaschutz, Umwelt und Landwirtschaft.
Bei der Landtagswahl in Sachsen 2024 verlor Wähner denselben Wahlkreis erstmals mit 34,7 % der Erststimmen an den Mitbewerber von der AfD. Er zog jedoch über den Platz 18 der CDU-Landesliste in der Landtag ein.

## Belege
1. ↑  Landtagswahl Sachsen 2019 Ergebnisse Wahlkreis Erzgebirge 4, abgerufen am 5. September 2019.
2. ↑  Wahlergebnisse in Sachsen, Wahlkreis Erzgebirge 4 bei Sueddeutsche.de, abgerufen am 5. November 2024
3. ↑  Sindy Einhorn: Diese Kandidaten wurden über die Landesliste gewählt. Radio Erzgebirge, abgerufen am 5. November 2024.

| Personendaten    | Personendaten                  |
| ---------------- | ------------------------------ |
| NAME             | Wähner, Ronny                  |
| KURZBESCHREIBUNG | deutscher Politiker (CDU), MdL |
| GEBURTSDATUM     | 30. Juni 1975                  |
| GEBURTSORT       | Annaberg-Buchholz              |